# Nuʻuuli
Nuʻuuli – wieś w Samoa Amerykańskim; 5300 mieszkańców (2006); na wyspie Tutuila; drugie co do wielkości miasto kraju.